# Zespół metaboliczny
Zespół metaboliczny, zespół X, zespół polimetaboliczny, dawniej zespół insulinooporności lub zespół Raevena – zbiór wzajemnie powiązanych czynników zwiększających istotnie ryzyko rozwoju miażdżycy i cukrzycy typu 2 oraz ich powikłań sercowo-naczyniowych.

## Przyczyny i obraz

### Czynniki ryzyka
Są to między innymi:
- niski status socjoekonomiczny
- nabyte, od rodziców lub innych bliskich osób, w dzieciństwie i w okresie dorastania nieprawidłowe nawyki w zakresie diety, uprawiania aktywności fizycznej oraz stosowania używek
- palenie tytoniu, nadużywanie alkoholu
- nieprawidłowa (w zakresie ilości, regularności lub składu) dieta
- niedobór aktywności fizycznej
- stres, depresja, zaburzenie lękowo-depresyjne, zaburzenie osobowości i wynikające z nich uzależnienia behawioralne (np. jedzenie kompulsywne)
- leczenie albo doping kortykosteroidami lub steroidami anaboliczno-androgennymi
- niektóre leki stosowane w psychiatrii, neurologii lub innych specjalnościach
- choroba lub zespół Cushinga
- zespół wielotorbielowatych jajników
- transplantacja
- niedoczynność tarczycy
- stany związane z czynnikami dziedzicznymi lub wrodzonymi (np. zespół Pradera-Williego)
- zaburzenia mikrobiomu jelit

### Najczęściej rozpoznawane składowe zespołu metabolicznego
Są to między innymi;
- insulinooporność i hiperinsulinemia(inne języki), stany przedcukrzycowe: nieprawidłowa glikemia na czczo lub zaburzona tolerancja glukozy, cukrzyca typu 2
- nadciśnienie tętnicze
- hiperurykemia
- niealkoholowa stłuszczeniowa choroba wątroby, niealkoholowe stłuszczeniowe zapalenie wątroby
- otyłość brzuszna
- hiperlipidemia i dyslipidemia aterogenna (hipertrójglicerydemia, hipercholesterolemia, zwłaszcza przy podwyższeniu stężenia cholesterolu LDL i obniżenie stężenia cholesterolu HDL)
- hiperhomocysteinemia
- mikroalbuminuria
- miejscowe lub ogólne upośledzenie odporności
- hemosyderoza
- stan prozapalny
- stan prozakrzepowy

### Następstwa
Są to między innymi:
- miażdżyca uogólniona, w tym niedrożność tętnic obwodowych prowadząca do chromania przestankowego, a w skrajnych przypadkach do amputacji kończyn; w przypadku naczyń trzewnych prowadzącą do objawów chromania brzusznego oraz (w skrajnych przypadkach) do ostrego niedokrwienia i martwicy jelit
- choroba niedokrwienna serca
- nadciśnienie płucne
- kardiomiopatia prowadząca do zaburzeń rytmu lub niewydolności serca
- skłonność do żylnej choroby zakrzepowo-zatorowej i zatorowości płucnej
- zdarzenia sercowo-naczyniowe: zawał mięśnia sercowego, przemijające ataki niedokrwienne, udar mózgu niedokrwienny lub krwotoczny (podpajęczynówkowy albo śródmózgowy)
- nagła śmierć sercowa
- wynikające z zaburzeń mikrokrążenia mózgowego zaburzenia psychoorganiczne: organiczne zaburzenia osobowości, nastroju, urojeniowe, majaczenie, otępienie naczyniopochodne
- wynikające z zaburzeń mikrokrążenia ucha wewnętrznego: naczyniopochodny niedosłuch odbiorczy (mogący prowadzić do głuchoty), naczyniopochodne zawroty głowy
- mogące prowadzić do niedowidzenia i ślepoty:
  - postać nietętnicza niedokrwiennej neuropatii nerwu wzrokowego
  - retinopatia nadciśnieniową lub cukrzycową
- nefropatia niedokrwienna, nadciśnieniowa, cukrzycowa lub moczanowa prowadząca do przewlekłej choroby nerek
- polineuropatia czuciowa, ruchowa lub autonomiczna
- dna moczanowa
- choroba zwyrodnieniowa stawów lub zespoły bólowe pleców
- stopa cukrzycowa, prowadzącą w skrajnych przypadkach do amputacji
- marskość wątroby na tle niealkoholowego lub alkoholowego stłuszczeniowego zapalenia wątroby lub na tle przewlekłego przekrwienia biernego wątroby spowodowanego niewydolnością serca
- ostre lub przewlekłe zapalenie trzustki, mogące prowadzić do zaburzeń trawienia wskutek niewydolności zewnętrzwydzielniczej trzustki, w także do pojawienia się lub nasilenia cukrzycy wskutek zniszczenia wysp trzustkowych
- skłonność do niektórych infekcji (np. róży, zakażeń szpitalnych) lub do ich ciężkiego przebiegu (np. atypowego zapalenia płuc lub sepsy) oraz do infekcji nawracających (np. rzekomobłoniaste zapalenie jelit, zakażenie układu moczowego)
- podwyższone ryzyko niektórych nowotworów złośliwych: raka jelita grubego, gruczolakoraka przełyku, raka sutka po menopauzie, raka trzonu macicy i raka nerki, u chorych palących niedrobnokomórkowego raka płuca, u chorych z marskością wątroby raka wątroby, u chorych z przewlekłym zapaleniem trzustki raka trzustki
- podwyższone ryzyko okołooperacyjne
- zaburzenia miesiączkowania, owulacji i płodności, poronienia
- zaburzenia erekcji i libido
- niska samoocena wynikająca ze stygmatyzacji społecznej, dysmorfofobii lub z ograniczeń w samodzielnym lub społecznym funkcjonowaniu spowodowanych niepełnosprawnością powstałą na podłożu zespołu metabolicznego. Problemy te prowadzą do pogłębienia się zaburzeń nastroju (depresji), fobii społecznej oraz marginalizacji społecznej, w których wyniku może dojść do zaburzeń odżywiania, innych zachowań autodestrukcyjnych, a w przypadkach skrajnych lub nieobjętych pomocą do zachowań antyspołecznych lub do samobójstwa.

Stanowiąc zarówno czynnik ryzyka, jak i możliwe następstwo zespołu, problemy psychiczne, w tym depresja, mogą prowadzić do wystąpienia mechanizmu dodatniego sprzężenia zwrotnego (samonakręcającej się spirali), którego przerwanie jest celem terapii behawioralno-poznawczej.

## Epidemiologia
Z przeprowadzonego w 2002 roku w Akademii Medycznej w Gdańsku badania NATPOL PLUS wynika, że kryteria rozpoznania zespołu metabolicznego według IDF (International Diabetes Federation) spełniało w Polsce 26,2% społeczeństwa, czyli około 10 milionów Polaków.

## Kryteria rozpoznania
Aktualnie za obowiązujące i równolegle funkcjonujące w piśmiennictwie uważa się wyszczególnione poniżej kryteria IDF oraz zmodyfikowane kryteria NCEP-ATPIII (National Cholesterol Education Program-Adult Treatment Panel III). Definicja Światowej Organizacji Zdrowia ma obecnie znaczenie historyczne.

### Kryteria według wspólnego stanowiska IDF, NHLBI, AHA, WHF, IAS i IASO (2009)
Do rozpoznania powinny być spełnione dowolne 3 z 5 następujących kryteriów:
- zwiększony obwód talii (zależy od kraju pochodzenia i grupy etnicznej – w populacji europejskiej ≥80 cm u kobiet i ≥94 cm u mężczyzn)
- stężenie triglicerydów >1,7 mmol/l (150 mg/dl) lub leczenie hipertriglicerydemii
- stężenie HDL <1,0 mmol/l (40 mg/dl) u mężczyzn i <1,3 mmol/l (50 mg/dl) u kobiet lub leczenie tego zaburzenia lipidowego
- ciśnienie tętnicze skurczowe ≥130 mm Hg lub rozkurczowe ≥85 mm Hg, bądź leczenie rozpoznanego wcześniej nadciśnienia tętniczego
- glikemia na czczo ≥5,6 mmol/l (100 mg/dl) lub leczenie farmakologiczne cukrzycy typu 2.

### Kryteria według IDF z 2005
Do rozpoznania konieczne jest:

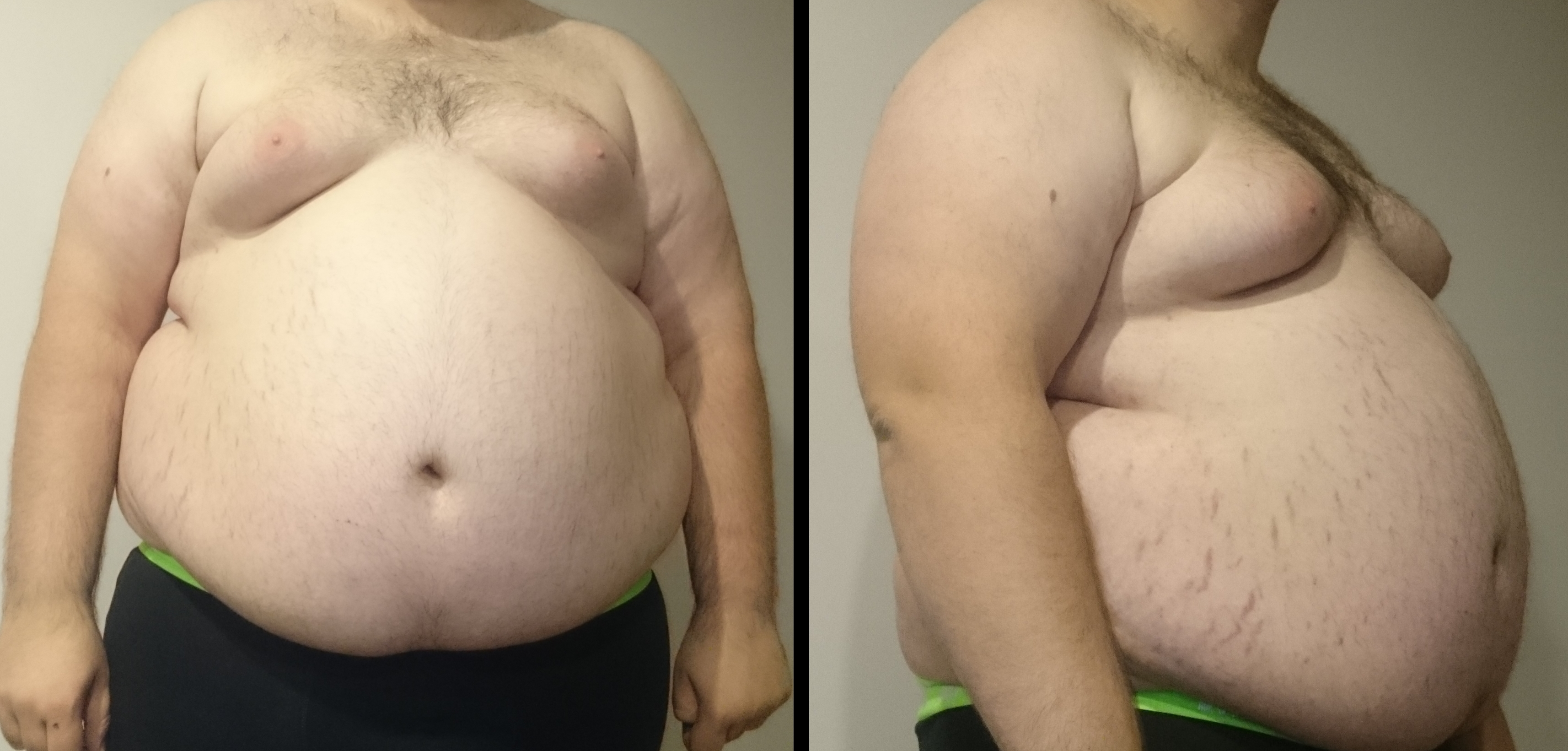
Otyłość brzuszna (centralna)

- stwierdzenie otyłości brzusznej (obwód talii u pochodzących z Europy mężczyzn ≥ 94 cm, natomiast u kobiet ≥ 80 cm; przy BMI > 30 kg/m² można przyjąć, że kryterium zostaje spełnione bez pomiaru obwodu talii) i dodatkowo współistnienie co najmniej 2 z 4 poniższych wskaźników:
  - trójglicerydy ≥ 150 mg/dl lub leczenie z powodu zaburzenia metabolizmu trójglicerydów
  - cholesterol HDL < 40 mg/dl u mężczyzn lub < 50 mg/dl u kobiet lub leczenie z powodu zaburzenia metabolizmu HDL
  - ciśnienie tętnicze skurczowe ≥ 130 lub rozkurczowe ≥ 85 mm Hg lub leczenie nadciśnienia tętniczego
  - glikemia na czczo ≥ 100 mg/dl lub leczenie cukrzycy typu 2

### Kryteria według NCEP-ATP III z 2001 z późniejszą modyfikacją (2004)[4][5]
Do rozpoznania konieczne jest stwierdzenie co najmniej trzech z pięciu poniższych nieprawidłowości:
- otyłość brzuszna określana jako obwód talii (≥ 88 cm u kobiet lub ≥ 102 cm u mężczyzn)
- glikemia na czczo ≥ 100 mg/dl lub terapia hipoglikemizująca
- ciśnienie tętnicze skurczowe ≥ 130 lub rozkurczowe ≥ 85 mm Hg lub terapia hipotensyjna u chorych na nadciśnienie tętnicze
- trójglicerydy ≥ 150 mg/dl lub terapia hipertrójglicerydemii
- cholesterol HDL < 40 mg/dl u mężczyzn lub < 50 mg/dl u kobiet lub odpowiednia terapia

### Kryteria rozpoznania według Światowej Organizacji Zdrowia z 1999 (nieaktualne)
- insulinooporność i/lub występowanie cukrzycy, nieprawidłowej tolerancji glukozy lub hiperglikemii na czczo oraz współistnienie co najmniej 2 z poniższych wskaźników:
  - nadciśnienie tętnicze ≥ 140/90 mm Hg i/lub stosowanie leków hipotensyjnych
  - otyłość (BMI > 30, WHR > 0,85 u kobiet lub > 0,90 u mężczyzn)
  - mikroalbuminuria (wydalanie albumin z moczem > 20 μg/min lub stosunek albuminuria: kreatyninuria ≥ 30 mg/g)
  - poziom trójglicerydów > 150 mg/dl
  - poziom cholesterolu HDL < 35 mg/dl u mężczyzn lub < 40 mg/dl u kobiet

## Prewencja i terapia
- zmiany behawioralne (modyfikacja stylu i trybu życia)
  - zwiększenie aktywności fizycznej
    - zaleca się ćwiczenia aerobowe 5-7 razy w tygodniu po 30–60 minut

  - zmiana diety
    - ograniczenie spożycia tłuszczów do 25–30% dobowego zapotrzebowania energetycznego organizmu
    - ograniczenie spożycia tłuszczów nasyconych do < 7% zapotrzebowania energetycznego
    - obniżenie dobowej podaży cholesterolu do < 200 mg
    - spożycie węglowodanów na poziomie 50–60% zapotrzebowania energetycznego
    - ograniczenie spożycia cukrów prostych
    - ograniczenie spożycia soli kuchennej  Zobacz też: wpływ soli na zdrowie.
    - dostarczanie węglowodanów w postaci produktów skrobiowych (chleb razowy, kasza, ryż, fasola)
    - zwiększenie spożycia owoców i warzyw (m.in. wzrost spożycia błonnika)
    - zwiększenie spożycia ryb morskich (zawierają korzystne kwasy tłuszczowe Ω-3)
    - odpowiednia objętość i regularność posiłków

  - redukcja masy ciała
    - zaleca się obniżenie masy ciała do osiągnięcia wartości BMI < 25

  - zaprzestanie palenia tytoniu i spożywania alkoholu oraz (ze względu na powodowane zaburzenia w odżywianiu) nadużywania marihuany
  - karmienie piersią (niższe ryzyko wystąpienia zespołu metabolicznego u matek karmiących)[6]
- psychoterapia zorientowana na uzyskanie wyżej wymienionych efektów, w tym psychoterapia zaburzeń behawioralnych i ich przyczyn
- terapia farmakologiczna
  - leczenie otyłości (orlistat, naltrekson/bupropion, liraglutyd(inne języki))
  - leczenie insulinooporności i hiperglikemii llub cukrzycy (metformina, gliflozyny(inne języki), pochodne sulfonylomocznika, glitazony(inne języki), akarboza)
  - leczenie dyslipidemii (statyny, fibraty, ezetymib, kwas nikotynowy, inhibitory PCSK9(inne języki), żywice jonowymienne)
  - leczenie hiperurykemii (allopurynol, febuksostat, lesinurad(inne języki))
  - leczenie niealkoholowego stłuszczeniowego zapalenia wątroby (kwas ursodeoksycholowy, sylimaryna, tymonacyk, fosfolipidy niezbędne, witamina C, witamina E)
  - leczenie niedoczynności tarczycy (lewotyroksyna)
  - leczenie
    - choroby Cushinga (analogi somatostatyny: oktreotyd, lanreotyd, pasyreotyd(inne języki), agonisty dopaminy: bromokryptyna, kabergolina, pergolid(inne języki))
    - choroby lub zespołu Cushinga (inhibitory steroidogenezy: mitotan, aminoglutetymid, ketokonazol, metyrapon, etomidat, antagonisty receptora glikokortykosteroidowego: mifepriston)

  - terapia hipotensyjna
  - profilaktyka incydentów sercowo-naczyniowych kwasem acetylosalicylowym
  - zaprzestanie stosowania lub redukcja dawek steroidów: glikokortykosteroidów, steroidów anaboliczno-androgennych
  - modyfikacja farmakoterapii schorzeń psychiatrycznych lub neurologicznych
  - prowadzone są badania nad terapeutycznym działaniem melatoniny[7]
- celowana terapia radioizotopowa analogami somatostatyny w chorobie Cushinga lub w zespole Cushinga zależnym od ektopowego wydzielania ACTH
- radioterapia
  - w chorobie Cushinga (napromienianie gruczolaka przysadki mózgowej)
  - w zespole Cushinga zależnym od ektopowego wydzielania ACTH (napromienianie ogniska wydzielania ektopowego)
- leczenie inwazyjne
  - nadciśnienia tętniczego (denerwacja tętnic nerkowych(inne języki))
  - chirurgiczne
    - otyłości (chirurgia bariatryczna)
    - nadmiaru podskórnej tkanki tłuszczowej (liposukcja)
    - choroby Cushinga (usunięcie gruczolaka przysadki mózgowej)
    - zespołu Cushinga zależnego od ektopowego wydzielania ACTH (usunięcie ogniska wydzielania ektopowego)
    - zespołu Cushinga niezależnego od ACTH (adrenalektomia)